# Rue des Rosiers

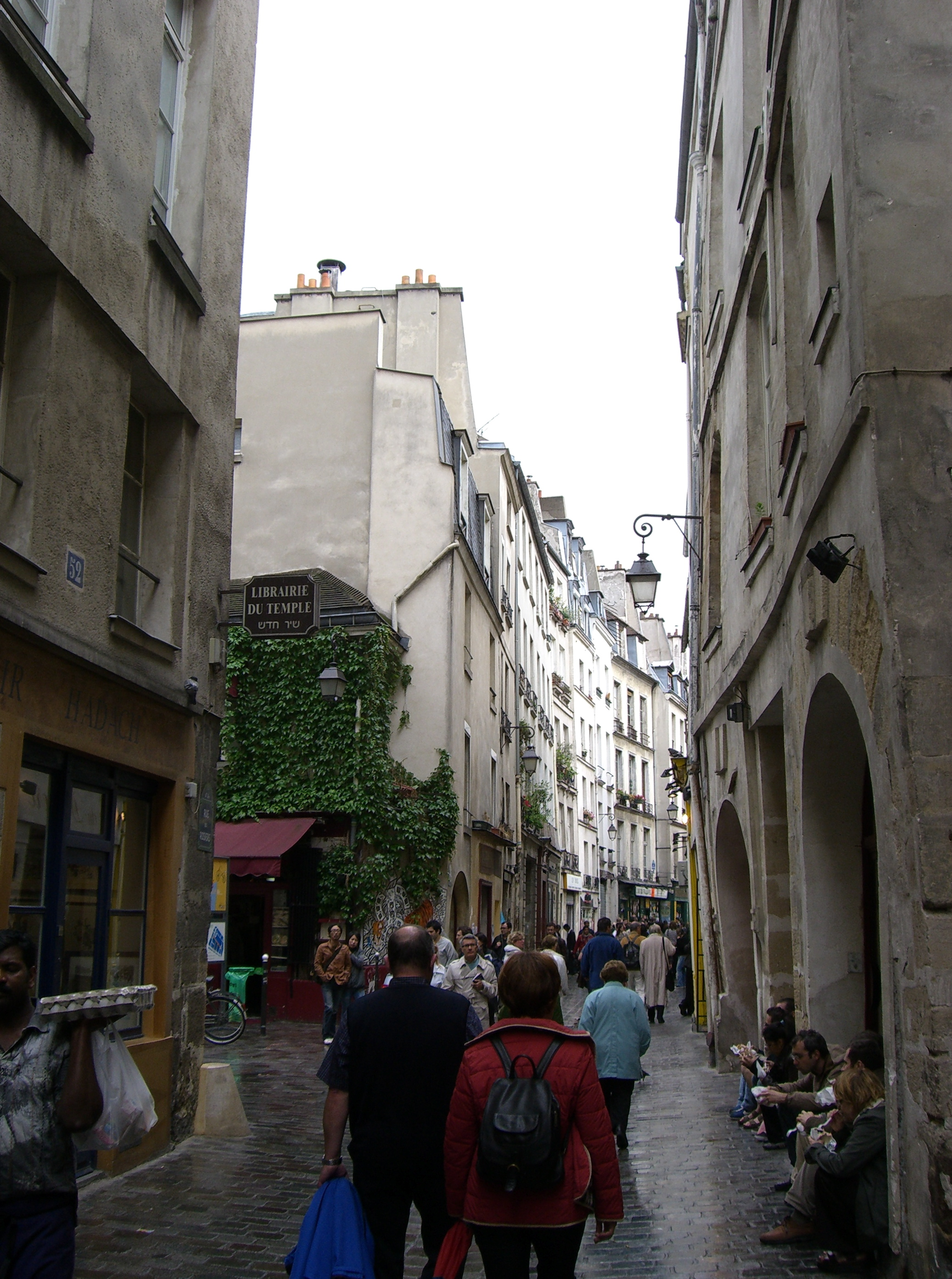
Vista de la calle.

La Rue des Rosiers —en español: «Calle de los Rosales»— es una calle situada en el cuarto distrito de París, Francia.
Comienza en la calle de Mahler y procede al oeste-noroeste a través de la calle Pavée, la calle Fernando Duval, Rue des Écouffes , y la Rue des hospitalieres-Saint-Gervais-, antes de que finalice en la Rue Vieille du Temple.
La Rue des Rosiers se encuentra en el centro del barrio judío no oficial llamado "el Pletzl" (yiddish para "pequeño lugar"). Oficialmente, esta calle se encuentra en el distrito Marais, que se extiende a lo largo de la Rue de Rivoli a una corta distancia, y algunos se refieren al área como "San Pablo" debido a la proximidad del Lugar San Pablo.
Durante los últimos diez años, la Rue des Rosiers se hizo conocida por la moda. Las boutiques clásicas han dado paso a brillantes salas de exposición minimalistas de algunas de las etiquetas de moda más famosas de Europa. Al no seguir los calendarios de vacaciones occidentales (sigue los calendarios judíos), las tiendas de la calle Rosier se han convertido en el punto de encuentro de los parisinos que quieren comer y hacer compras el domingo, la Navidad o durante cualquiera los días de descanso.

## Estación de metro
Rue des Rosiers está en la Estación de Metro de Saint-Paul.